# 索里尼
索里尼（法語：Sorigny，法語發音：[sɔʁiɲi] ⓘ）是法国安德尔-卢瓦尔省的一个市镇，属于图尔区。

## 地理
索里尼（47°14'30"N, 0°41'43"E）面积43.43 平方千米，位于法国中央-卢瓦尔河谷大区安德尔-卢瓦尔省，该省份为法国中西部省份，北起萨尔特省、东北接卢瓦-谢尔省，东南接安德尔省，南至维埃纳省，西临曼恩-卢瓦尔省。
与索里尼接壤的市镇（或旧市镇、城区）包括：蒙巴宗、蒙镇、圣布朗、圣卡特琳-德菲耶尔布瓦、蒂卢兹、韦涅、维勒佩尔迪。

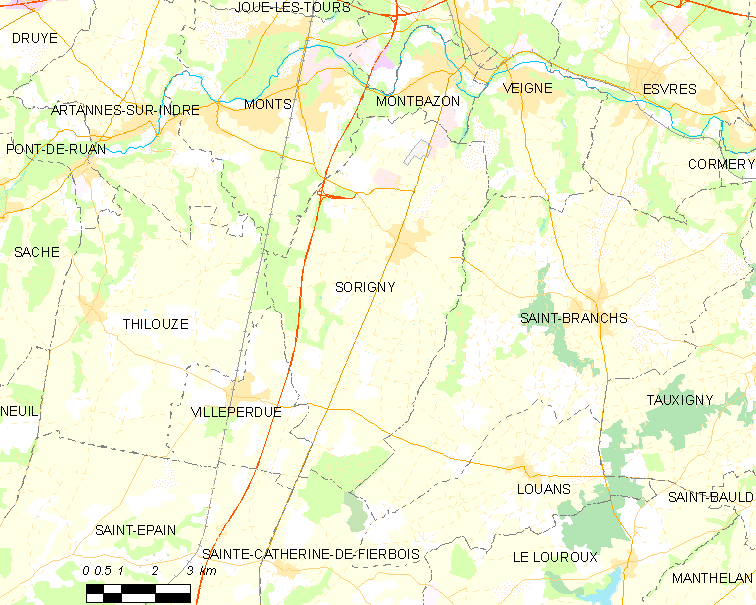
索里尼的OSM定位图

索里尼的时区为UTC+01:00、UTC+02:00（夏令时）。

## 行政
索里尼的邮政编码为37250，INSEE市镇编码为37250。

## 政治
索里尼所属的省级选区为蒙镇县。

## 人口

1962-2008年间索里尼人口变化图示

索里尼于2022年1月1日时的人口数量为2877人。